# Scott Brady
Gerard Kenneth Tierney (New York, 13 september 1924 - Los Angeles, 16 april 1985) was een Amerikaans acteur, die aanvankelijk de rol van Archie Bunker aangeboden kreeg voor All in the Family, maar deze weigerde. Wel speelde hij later enkele gastrollen als Joe Foley. In 1985 overleed Brady aan een emfyseem.

## Filmografie
- Gremlins (1984) - Sheriff Frank
- Whiz Kids televisieserie - Keller (Afl., Altaira, 1984)
- Simon & Simon televisieserie - Alex Kidd (Afl., Shadow of Sam Penny, 1983)
- The Girl for Hire (televisiefilm, 1983) - Mitch Dillon
- Cagney & Lacey televisieserie - Max Mulgannon (Afl., The Informant, 1983)
- The Winds of War (Mini-serie, 1983) - Capt. Red Tully
- Matt Houston televisieserie - Jock Stryker (Afl., Killing Isn't Everything, 1982)
- McClain's Law televisieserie - Captain Scofield (Afl., Pilot, 1981)
- Strange Behaviour (1981) - Shea
- American Dream (televisiefilm, 1981) - Mr. Becker
- 240-Robert televisieserie - Morning Mike (Afl., First Loss, 1981)
- Charlie's Angels televisieserie - Sarge (Afl., Taxi Angels, 1981)
- The Littlest Hobo televisieserie - Captain Turner (Afl., The Pearls, 1980)
- Power (televisiefilm, 1980) - Armstrong
- The Last Ride of the Dalton Gang (televisiefilm, 1979) - Poker Player
- Eischied televisieserie - Rol onbekend (Afl., Do They Really Have to Die?, 1979)
- Taxi televisieserie - Taxi Inspector (Afl., The Great Race, 1979)
- The China Syndrome (1979) - Herman De Young
- Women in White (televisiefilm, 1979) - Bartender
- The Rockford Files televisieserie - Harold Witbeck (Afl., Local Man Eaten by Newspaper, 1978)
- Suddenly, Love (televisiefilm, 1978) - Mr. Malloy
- Wheels (Mini-serie, 1978) - Matt Zaleski
- To Kill a Cop (televisiefilm, 1978) - Rol onbekend
- When Every Day Was the Fourth of July (televisiefilm, 1978) - Officer Michael Doyle
- Baretta televisieserie - Fred Johnson (Afl., Make the Sun Shine, 1977)
- Laverne & Shirley televisieserie - Jack Feeney (Afl., Buddy Can You Spare a Father?, 1977)
- The Fantastic Journey televisieserie - Carl Johanson (Afl., Vortex, 1977)
- Welcome Back, Kotter televisieserie - Lou Caruso (Afl., Caruso's Way, 1977)
- The Rockford Files televisieserie - Jack Muellard (Afl., The Trees, the Bees and T.T. Flowers: Part 1 & 2, 1977)
- All in the Family televisieserie - Joe Foley (Afl., Edith's Night Out, 1976|Archie's Brief Encounter: Part 1, 2 & 3, 1976)
- Law & Order (televisiefilm, 1976) - Sgt. Brian O'Malley Sr.
- Police Story televisieserie - Vinnie (14 afl., 1973-1976)
- The Invisible Man televisieserie - Sheriff Bentley (Afl., Stop When Red Lights Flash, 1975)
- The Rockford Files televisieserie - Hammel (Afl., Gearjammers: Part 1 & 2, 1975)
- Movin' On televisieserie - Nate (Afl., The Big Wheel, 1975)
- The Kansas City Massacre (televisiefilm, 1975) - Police Commissioner Herbert Tucker McElwaine
- Hawaii Five-O televisieserie - Grover (Afl., The Hostage, 1975)
- Roll, Freddy, Roll! (televisiefilm, 1974) - Adm. Norton
- Movin' On televisieserie - Murphy (Afl., High Rollers, 1974)
- Get Christie Love! televisieserie - Rol onbekend (Afl., Pawn Ticket for Murder, 1974)
- Dirty Sally televisieserie - Kelly (Afl., Right of Way, 1974)
- Banacek televisieserie - Davey Collier (Afl., No Stone Unturned, 1973)
- Wicked, Wicked (1973) - Police Sergeant Ramsey
- Gunsmoke televisieserie - John King (Afl., Lynch Town, 1973)
- Ironside televisieserie - Sheriff (Afl., A Game of Showdown, 1973)
- Mission: Impossible televisieserie - Allen Bock (Afl., The Pendulum, 1973)
- Bonnie's Kids (1973) - Ben Seeman
- The Night Strangler (televisiefilm, 1973) - Capt. Schubert
- McMillan & Wife televisieserie - Casey (Afl., No Hearts, No Flowers, 1973)
- Gunsmoke televisieserie - Ed Wells (Afl., Jubilee, 1972)
- The Loners (1972) - Policeman Hearn
- The Leo Chronicles (1972) - Rol onbekend
- $ (1971) - Sarge
- Doctor's Wives (1971) - Sgt. Malloy
- The Virginian televisieserie - Dolby (Afl., The Animal, 1971)
- Cain's Cutthroats (1971) - Justice Cain
- The Immortal televisieserie - Frank Brady (Afl., Paradise Bay, 1970)
- San Francisco International Airport televisieserie - Rol onbekend (Afl., Hostage, 1970)
- The Name of the Game televisieserie - Ned Wellman (Afl., The War Merchants, 1970)
- The High Chaparral televisieserie - Fraley (Afl., Wind, 1970)
- Lancer televisieserie - Bowman (Afl., The Experiment, 1970)
- Five Bloody Graves (1970) - Jim Wade
- Mannix televisieserie - Officer Delaney (Afl., A Chance at the Roses, 1970)
- Hell's Bloody Devils (1970) - FBI Agent
- D.A.: Murder One (televisiefilm, 1969) - Sidney A. Cherniss Jr.
- Marooned (1969) - Public Affairs Officer
- Bracken's World televisieserie - Budd Blake (Afl., Panic, 1969)
- The Cycle Savages (1969) - Vice Squad Detective
- The Ice House (1969) - Lt. Scott
- Satan's Sadists (1969) - Charlie
- Nightmare in Wax (1969) - Det. Haskell
- Gunsmoke televisieserie - Big Ed Heenan (Afl., Danny, 1969)
- Adam-12 televisieserie - John Harris (Afl., Log 102: We Can't Just Walk Away from It, 1969)
- The Mighty Gorga (1969) - Dan Morgan
- They Ran for Their Lives (1968) - Joe Seely
- Arizona Bushwhackers (1968) - Tom Rile
- Portrait of Violence (1968) - Rol onbekend
- The Road Hustlers (1968) - Earl Veasey
- The Name of the Game televisieserie - High on a Rainbow, 1968)
- The Virginian televisieserie - Hudson (Afl., The Storm Gate, 1968)
- Felony Squad televisieserie - Gus Mills (Afl., Killing, Country Style, 1967)
- Fort Utah (1967) - Dajin
- Judd for the Defense televisieserie - Max (Afl., A Civil Case of Murder, 1967)
- Red Tomahawk (1967) - Ep Wyatt
- Journey to the Center of Time (1967) - Stanton
- Castle of Evil (1966) - Matt Granger
- Summer Fun televisieserie - Sergeant Mike Fenton (Afl., Little Leatherneck, 1966)
- Destination Inner Space (1966) - Commander Wayne
- Black Spurs (1965) - Tanner
- John Goldfarb, Please Come Home! (1965) - Sakalakis (Notre Dame Coach)
- Stage to Thunder Rock (1964) - Sam Swope
- The Alfred Hitchcock Hour televisieserie - Bill Floyd (Afl., Run for Doom, 1963)
- Operation Bikini (1963) - Captain Emmett Carey
- The Untouchables televisieserie - Floyd Gibbons (Afl., The Floyd Gibbons Story, 1962)
- General Electric Theater televisieserie - John Keller (Afl., We're Holding Your Son, 1961)
- Checkmate televisieserie - Ernie Taggart (Afl., Voyage Into Fear, 1961)
- Shotgun Slade televisieserie - Shotgun Slade (15 afl., 1960)
- Alcoa Theatre televisieserie - Johnny Nighthawk (Afl., Forced Landing, 1960)
- Adventure Showcase televisieserie - Johnny Nighthawk (Afl., Johnny Nighthawk, 1959)
- Battle Flame (1959) - 1st Lt. Frank Davis
- Schlitz Playhouse of Stars televisieserie - Shotgun Slade (Afl., The Salted Mine, 1959)
- Schlitz Playhouse of Stars televisieserie - Calvin Penny (Afl., Papa Said No, 1958)
- Climax! televisieserie - Matt Beldon (Afl., The Big Success, 1958)
- Blood Arrow (1958) - Dan Kree
- Ambush at Cimarron Pass (1958) - Sgt. Matt Blake
- Playhouse 90 televisieserie - William Bent (Afl., Lone Woman, 1957)
- Schlitz Playhouse of Stars televisieserie - Rol onbekend (Afl., Always Open and Shut, 1957)
- Zane Grey Theater televisieserie - Jeff Duane (Afl., A Man on the Run, 1957)
- The Restless Breed (1957) - Mitch Baker
- Studio 57 televisieserie - Rol onbekend (Afl., Always Open and Shut, 1957)
- The Storm Rider (1957) - Bart Jones
- Robert Montgomery Presents televisieserie - Rol onbekend (Afl., Wait for Me, 1957)
- Crossroads televisieserie - Rol onbekend (Afl., Barbed Wire Preacher, 1957)
- Schlitz Playhouse of Stars televisieserie - Rol onbekend (Afl., The Roustabout, 1956)
- Conflict televisieserie - Steve (Afl., Shock Wave, 1956)
- Lux Video Theatre televisieserie - Rol onbekend (Afl., Road of Fear, 1956)
- The Maverick Queen (1956) - Sundance
- Terror at Midnight (1956) - Neal Rickards
- Mohawk (1956) - Jonathan Adams
- Climax! televisieserie - Johnny Stanton (Afl., The 78th Floor, 1956)
- The Ford Television Theatre televisieserie - Bob Hutchinson (Afl., Tin Can Skipper, 1956)
- Lux Video Theatre televisieserie - Rol onbekend (Afl., Tabloid, 1956)
- Schlitz Playhouse of Stars televisieserie - Reno Cromwell (Afl., Night of the Big Swamp, 1955)
- Celebrity Playhouse televisieserie - Rol onbekend (Afl., Diamonds in the Sky, 1955)
- Letter to Loretta televisieserie - Ted Slater (Afl., Man in the Ring, 1955)
- The Vanishing American (1955) - Blandy
- Gentlemen Marry Brunettes (1955) - David Action
- Damon Runyon Theater televisieserie - Rol onbekend (Afl., All Is Not Gold, 1955)
- Studio One televisieserie - George (Afl., Millions of Georges, 1955)
- Lux Video Theatre televisieserie - Rol onbekend (Afl., Holiday Affair, 1955)
- Studio 57 televisieserie - Mike Lorrimer (Afl., Night Tune, 1955)
- The Ford Television Theatre televisieserie - O'Reilly (Afl., The Blue Ribbon, 1955)
- Schlitz Playhouse of Stars televisieserie - Rol onbekend (Afl., Rim of Violence, 1954)
- The Ford Television Theatre televisieserie - Wade Roberts (Afl., Wonderful Day for a Wedding, 1954)
- Mannequins für Rio (1954) - Richard Lanning
- The Law vs. Billy the Kid (1954) - William 'Billy the Kid' Bonney
- Johnny Guitar (1954) - Dancin' Kid
- Three Steps to the Gallows (1953) - Gregor Stevens
- Lux Video Theatre televisieserie - Mark (Afl., Return to Alsace, 1953)
- The Ford Television Theatre televisieserie - Rocky Gallico (Afl., Tangier Lady, 1953)
- The Ford Television Theatre televisieserie - Patiënt (Afl., Just What the Doctor Ordered, 1953)
- El Alaméin (1953) - Banning
- A Perilous Journey (1953) - Shard Benton
- Bloodhounds of Broadway (1952) - Robert 'Numbers' Foster
- Montana Belle (1952) - Bob Dalton
- Untamed Frontier (1952) - Glenn Denbow
- Bronco Buster (1952) - Bart Eaton
- Yankee Buccaneer (1952) - Lt. David Farragut
- The Model and the Marriage Broker (1951) - Matt Hornbeck
- Kansas Raiders (1950) - Bill Anderson
- Undercover Girl (1950) - Lt. Michael Trent
- I Was a Shoplifter (1950) - Jeff Andrews
- Undertow (1949) - Tony Reagan
- Port of New York (1949) - Michael 'Mickey' Waters
- The Gal Who Took the West (1949) - Lee O'Hara
- He Walked by Night (1948) - Sgt. Marty Brennan
- In This Corner (1948) - Jimmy Weston
- Canon City (1948) - Jim Sherbondy

- Bibsys: 99071295
- Biblioteca Nacional de España: XX1282189
- Bibliothèque nationale de France: cb13930059d (data)
- Gemeinsame Normdatei: 1061663868
- International Standard Name Identifier: 0000 0000 5934 663X
- Library of Congress Control Number: no92022689
- MusicBrainz: 47a871b4-113e-4ef3-b4ab-e4fd9ae6b81f
- Nationale Bibliotheek van Tsjechië: xx0162768
- Nationale Bibliotheek van Israël: 987007452041905171
- SNAC: w6gb41ph
- Système universitaire de documentation: 178898414
- Virtual International Authority File: 14961174
- WorldCat: E39PBJc3HvRbJtMMmXqcQcvfv3